# 볼드윈 론즈데일

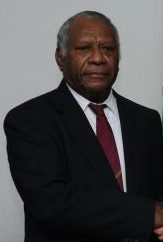
볼드윈 론즈데일 전 대통령 (2015년)

볼드윈 제이컵슨 론즈데일(Baldwin Jacobson Lonsdale, 1948년 8월 5일 ~ 2017년 6월 17일)은 바누아투의 전 대통령이다. 대통령에 취임하기 전까지는 토르바 주의 모타라바 섬 사무 총장이었다.
대통령 임기 중이던 2017년 6월 17일, 수도인 포트 빌라에서 심장마비로 인하여 67세를 일기로 별세했다.